# Jack Jones (water-polo)
Pour les articles homonymes, voir Jack Jones.
John Shaw Jones dit Jack Jones, né le 17 avril 1925 à Cheltenham et mort le 8 mars 2016 dans la même ville, est un joueur de water-polo britannique.

## Biographie
Jack Jones commence sa carrière sportive en 1935 en évoluant pour le Cheltenham Swimming and Water Polo Club, où il restera toute sa carrière.
Il fait partie de l'équipe de Grande-Bretagne de water-polo masculin aux Jeux olympiques d'été de 1948 (sans jouer de match) et en est le capitaine lors des Jeux olympiques d'été de 1952 et des Jeux olympiques d'été de 1956.
Il meurt à l'âge de 90 ans dans une maison de retraite de Cheltenham.